# Peruaans militair ordinariaat
Het Peruaans militair ordinariaat (Spaans: Obispado castrense del Perú) is een militair ordinariaat van de Rooms-Katholieke Kerk met als zetel Lima, in Peru. Het ordinariaat is verantwoordelijk voor de zielzorg van de tot de Rooms-Katholieke Kerk behorende militairen van de Peruaanse strijdkrachten en hun families. Het ordinariaat staat als immediatum onder rechtstreeks gezag van de Heilige Stoel. 

## Geschiedenis
Het ordinariaat werd op 15 mei 1943 door paus Pius XII als militair vicariaat opgericht. Het ordinariaat werd op 21 juli 1986 door paus Johannes Paulus II met de apostolische constitutie Spirituali militum curae verheven tot militair bisdom.

## Organisatie
In 2021 telde het ordinariaat 31 parochies, die werden bediend door 72 priesters, waaronder 10 paters, en hiernaast 6 zusters.

## Bisschoppen
- Juan Gualberto Guevara y de la Cuba (13 januari 1945 - 27 november 1954; tevens aartsbisschop van Lima, kardinaal in 1946)
- Carlos Maria Jurgens Byrne (7 februari 1954 - 17 december 1956; titulair bisschop van Nisyrus)
- Felipe Santiago Hermosa y Sarmiento (17 december 1956 - 12 augustus 1967; titulair aartsbisschop van Beroea)
- Alcides Mendoza Castro (12 augustus 1967 - 5 oktober 1983; titulair aartsbisschop van Pederodiana)
- Eduardo Picher Peña (14 juni 1984 - 6 februari 1996; titulair aartsbisschop van Abitinae)
- Héctor Miguel Cabrejos Vidarte (6 februari 1996 - 29 juli 1999)
- Salvador Piñeiro García-Calderón (21 juli 2001 - 30 oktober 2012; van 2003 tot 2006 tevens hulpbisschop van Lurín)
- Guillermo Martín Abanto Guzmán (30 oktober 2012 - 20 juli 2013)
  - Guillermo Inca Pereda (apostolisch administrator: september 2013 - 16 juli 2014)
- Juan Carlos Vera Plasencia (16 juli 2014 - heden; van 2014 tot 2017 tevens apostolisch administrator van Caravelí)

## Galerij van afbeeldingen

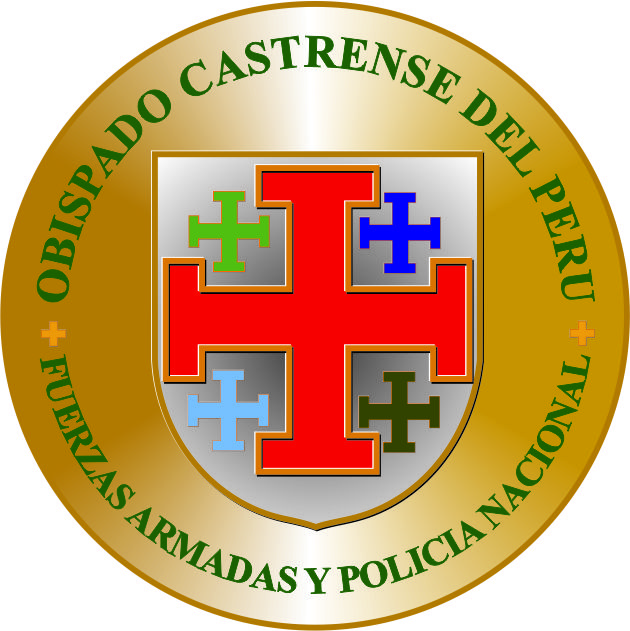
Logo van het Peruaans militair ordinariaat